# Âm vị học tiếng Hán thượng cổ
Giới hàn lâm đã có nhiều nỗ lực trong việc phục nguyên hệ thống âm vị học của tiếng Hán thượng cổ thông qua bằng chứng văn liệu. Mặc dù hệ chữ tượng hình Hán văn không trực tiếp ký âm từ ngữ, các thành tố ngữ âm được chia sẻ giữa các Hán tự cổ nhất được cho là mối liên hệ giữa các từ có phát âm gần giống nhau. Thi phẩm Hán ngữ cổ nhất được ghi nhận còn tồn tại trong Kinh Thi cho thấy những từ nào khớp vần với nhau vào thời xa xưa. Các học giả đã so sánh những phát hiện này với cách phát âm đời sau thời tiếng Hán trung cổ trong vận thư Thiết vận (601 CN), song chưa đáp ứng tiêu chuẩn của một phân tích ngữ âm hàn lâm nghiêm ngặt. Các bằng chứng phục nguyên bổ túc bao gồm các hình vị đồng nguyên được tìm thấy trong các ngôn ngữ Hán-Tạng và tiếng Mân, một ngôn ngữ Hán tộc tách rẽ rất sớm khỏi tiếng Hán trung cổ, cũng như phiên âm tiếng Hán về địa danh ngoại lai thuở sớm, và vốn từ mượn ban sơ từ các ngôn ngữ lân cận như Hmong–Miền, Kra-Dai và Tochari.
Tuy nhiều chi tiết vẫn đang bị tranh cãi, các phục nguyên mới đây đã thống nhất về các vấn đề nòng cốt. Theo đó, người ta đồng ý cho rằng tiếng Hán thượng cổ khác trung cổ ở chỗ, nó không có thanh điệu, không có âm quặt lưỡi và âm ồn ngạc cứng, nhưng lại có các cụm phụ âm đầu và âm vang vô thanh. Hầu hết các phục nguyên gần đây cũng đề xuất thêm các cụm phụ âm ở cuối âm tiết, mà ở các giai đoạn tiếp sau sẽ phái sinh thanh điệu.

## Cấu trúc âm tiết
Ngữ âm tiếng Hán thượng cổ đã được tái dựng dựa trên nhiều bằng chứng khác nhau, bao gồm các Hán tự ký âm, cách thức gieo vần trong Kinh Thi và cách đọc tiếng Hán trung cổ trong các tự điển như Thiết vận (601 CN). Mặc dù nhiều chi tiết vẫn đang bị tranh cãi, các phục nguyên gần đây hầu như đã thống nhất về nội dung cốt lõi. Ví dụ dưới đây là những phụ âm đầu được Lý Phương Quế và William Baxter công nhận, cùng một số bổ sung (chủ yếu của Baxter) được đóng ngoặc đơn:
|                   |           | Môi | Răng   | Răng    | Ngạc cứng | Ngạc mềm | Ngạc mềm | Thanh quản | Thanh quản |
| thường            | xuýt      | Môi | thường | môi hoá | Ngạc cứng | thường   | môi hóa  |            |            |
| ----------------- | --------- | --- | ------ | ------- | --------- | -------- | -------- | ---------- | ---------- |
| Tắc hoặc tắc-xát  | vô thanh  | *p  | *t     | *ts     |           | *k       | *kʷ      | *ʔ         | *ʔʷ        |
| Tắc hoặc tắc-xát  | bật hơi   | *pʰ | *tʰ    | *tsʰ    |           | *kʰ      | *kʷʰ     |            |            |
| Tắc hoặc tắc-xát  | hữu thanh | *b  | *d     | *dz     |           | *ɡ       | *ɡʷ      |            |            |
| Mũi               | vô thanh  | *m̥  | *n̥     |         |           | *ŋ̊       | *ŋ̊ʷ      |            |            |
| Mũi               | hữu thanh | *m  | *n     |         |           | *ŋ       | *ŋʷ      |            |            |
| Bên               | vô thanh  |     | *l̥     |         |           |          |          |            |            |
| Bên               | hữu thanh |     | *l     |         |           |          |          |            |            |
| Xát hoặc tiếp cận | vô thanh  |     | (*r̥)   | *s      | (*j̊)      |          |          | *h         | *hʷ        |
| Xát hoặc tiếp cận | hữu thanh |     | *r     | (*z)    | (*j)      |          |          | (*ɦ)       | (*w)       |

Nhiều tổ hợp âm đầu đã được đề xuất, nhất là cụm *s- + phụ âm, nhưng vấn đề này vẫn chưa nhận được sự tán thành đồng thuận.
Trong các phục nguyên gần đây, ví dụ như hệ thống của Baxter (1992), phần vần điển hình của một âm tiết tiếng Hán thượng cổ được cấu thành từ các yếu tố sau:
- một âm giữa *-r- không bắt buộc,
- một âm giữa *-j- không bắt buộc hoặc (trong một số bản phục nguyên) phương án phụ âm thay thế thể hiện sự khu biệt giữa "nhóm A" và "nhóm B",
- một trong sáu nguyên âm sau đây:

| *i | *ə | *u |
| *e | *a | *o |

- một âm cuối không bắt buộc, theo đó nó có thể là  phụ âm lướt *-j hoặc *-w;  phụ âm mũi *-m, *-n hoặc *-ŋ; hoặc  phụ âm tắc *-p, *-t, *-k hoặc *-kʷ,
- một phụ âm hậu vĩ (post-coda) không bắt buộc, *-ʔ hoặc *-s.

Cần chú ý rằng, ở các mô hình kể trên, tiếng Hán thượng cổ được cho là không có thanh điệu; theo đó thì thanh thượng và thanh khứ của tiếng Hán trung cổ được coi như các yếu tố ngữ âm phái sinh của các phụ âm hậu vĩ ở tiếng Hán thượng cổ.

## Phụ âm đầu
Bằng chứng sơ cấp cho công tác phục nguyên phụ âm đầu tiếng Hán thượng cổ có thể được tìm thấy trong các tự điển Hán văn thời trung cổ và các dấu vết ngữ âm ẩn chứa trong nhiều Hán tự tượng hình.

### Tiếng Hán trung cổ
Việc phục nguyên tiếng Hán thượng cổ thường lấy xuất phát điểm ở "tiếng Hán trung cổ sơ kỳ", tức hệ thống âm vị được bày ra trong Thiết vận, một vận thư (tự điển vần) xuất bản lần đầu vào năm 601 CN với nhiều phiên bản tu bổ trong nhiều thế kỷ tiếp theo. Theo lời phi lộ của tác giả, Thiết vận không đơn thuần là một bản ghi âm các phương ngữ đương đại, mục đích chính của nó là chuẩn hóa phát âm Hán tự và cho phép người học có thể đọc các Hán thư kinh điển một cách nhất quán, và hiển nhiên để đạt được điều này thì tự điển sẽ phải tổng hòa và cào bằng sự khác biệt phương ngữ trên khắp lãnh thổ rộng lớn của Trung Hoa đương thời (mô hình này còn được gọi là hệ thống thông biện). Những tự điển kiểu Thiết vận áp dụng phiên thiết để ghi chú cách đọc Hán tự, chủ trương phân tích âm tiết thành hai phần là thanh mẫu (initial; tức phụ âm đầu hoặc khởi âm) và vận mẫu (final; tức vần hoặc chung âm). Các vận đồ đời nhà Tống có đưa ra những phân tích khu biệt về thanh mẫu và vận mẫu trong Thiết vận, song chúng chưa hẳn là một phân tích ngữ âm hàn lâm thực thụ. Mặt khác, vận đồ cũng bị ảnh hưởng bởi sự phát âm lệch thời của đời sau. Giới ngôn ngữ học đã cố gắng xác định các đặc điểm ngữ âm khu biệt bằng cách nghiên cứu cách thức phát âm ở các biến thể tiếng Trung hiện đại và vốn từ mượn Hán trong tiếng Nhật, tiếng Hàn và tiếng Việt (còn gọi là ngữ liệu ngoại Hán), song nhiều chi tiết về vận mẫu vẫn đang bị tranh cãi.
Cuốn Thiết vận phân biệt các thanh mẫu sau đây, mỗi thanh mẫu được đặt tên truyền thống và được phân loại dựa trên vận đồ như sau:
|                 |           | Môi    | Răng   | Tắc Quặt lưỡi | Xuýt răng | Xuýt quặt lưỡi | Ngạc cứng | Ngạc mềm | Thanh hầu |
| --------------- | --------- | ------ | ------ | ------------- | --------- | -------------- | --------- | -------- | --------- |
| Tắc hay tắc-xát | vô thanh  | 幫 p-  | 端 t-  | 知 tr-        | 精 ts-    | 莊 tsr-        | 章 tsy-   | 見 k-    | 影 ʔ-     |
| Tắc hay tắc-xát | bật hơi   | 滂 ph- | 透 th- | 徹 trh-       | 清 tsh-   | 初 tsrh-       | 昌 tsyh-  | 溪 kh-   |           |
| Tắc hay tắc-xát | hữu thanh | 並 b-  | 定 d-  | 澄 dr-        | 從 dz-    | 崇 dzr-        | 禪 dzy-   | 群 g-    |           |
| Mũi             | Mũi       | 明 m-  | 泥 n-  | 娘 nr-        |           |                | 日 ny-    | 疑 ng-   |           |
| Xát             | vô thanh  |        |        |               | 心 s-     | 生 sr-         | 書 sy-    |          | 曉 x-     |
| Xát             | hữu thanh |        |        |               | 邪 z-     | 俟 zr-         | 船 zy-    |          | 匣/云 h-  |
| Tiếp cận        | Tiếp cận  |        | 來 l-  |               |           |                | 以 y-     |          |           |

Thông qua nghiên cứu ngữ nghĩa từ vựng được dùng bởi các tác giả thời Đông Hán, nhà bác ngữ học đời nhà Thanh Tiễn Đại Hân đã phát hiện ra rằng các dãy âm tắc quặt lưỡi và răng dường như không phân biệt vào thời Hán trung cổ. Do vậy, danh sách 32 thanh mẫu (lược âm /ʐ/ hiếm gặp) vẫn được dùng bởi một số học giả Trung Quốc cho tới ngày nay, với đại diện tiểu biểu là Hà Cửu Doanh. Đầu thế kỷ thứ 20, Hoàng Khản đã xác định 19 thanh mẫu của tiếng Hán trung cổ có thể đi kèm với đa dạng các vận mẫu; ông gọi chúng là "thanh mẫu nguyên thủy", tức các phụ âm đầu nguyên bản, phát sinh ra các phụ âm khác:
|                  |           | Môi | Răng | Xuýt răng | Ngạc mềm | Thanh hầu |
| ---------------- | --------- | --- | ---- | --------- | -------- | --------- |
| Tắc hoặc tắc-xát | vô thanh  | p-  | t-   | ts-       | k-       | ʔ-        |
| Tắc hoặc tắc-xát | bật hơi   | ph- | th-  | tsh-      | kh-      |           |
| Tắc hoặc tắc-xát | hữu thanh | b-  | d-   | dz-       |          |           |
| Mũi              | Mũi       | m-  | n-   |           | ng-      |           |
| Tắc-xát          | vô thanh  |     |      | s-        |          | x-        |
| Tắc-xát          | hữu thanh |     |      |           |          | h-        |
| Tiếp cận         | Tiếp cận  |     | l-   |           |          |           |

### Bằng chứng từ các dãy đồng âm

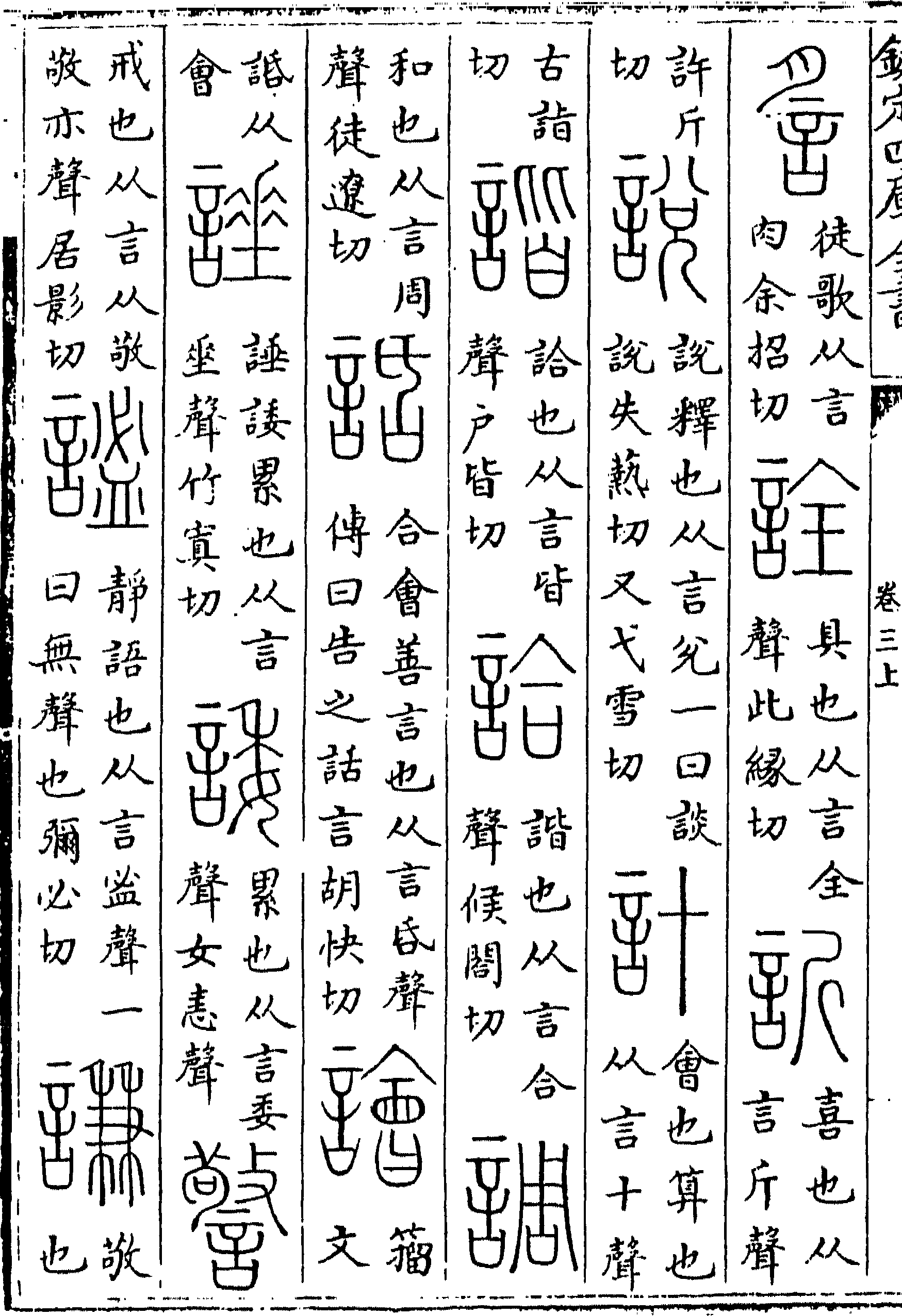
Một trang từ ấn bản Thuyết văn giải tự thời nhà Tống, cho thấy Hán tự chứa bộ 言 viết bằng chữ tiểu triện

Mặc dù Hán văn không phải là hệ chữ viết ngữ âm, các nhà ngôn ngữ học vẫn có thể suy đoán cách đọc của từ dựa trên các yếu tố ký âm nhất định. Thường thì Hán tự thuộc cùng một dãy đồng âm sẽ có phát âm khá giống nhau, chẳng hạn như 中 (zhōng, 'trung/giữa') được dùng làm tự mẫu ký âm cho chōng (沖, 'giội') và zhōng (忠, 'trung thành'). Bên cạnh đó, hiện cũng tồn tại nhiều dãy mà được coi là đồng âm nhưng mỗi Hán tự trong đó lại có phát âm khác nhau hoàn toàn; điều này là vì chúng đã từng đồng âm ở thời cổ nhưng do diễn tiến theo dòng lịch sử nên cách phát âm đâm ra bị thay đổi.
Một quy luật mấu chốt, lần đầu tiên được đề xướng bởi nhà Hán học Thụy Điển Bernhard Karlgren, phát biểu rằng các thanh mẫu của các Hán tự có chứa cùng một tự mẫu ký âm sẽ có cùng một vị trí cấu âm ở giai đoạn tiếng Hán thượng cổ. Ví dụ, bởi vì tiếng Hán trung cổ có các âm răng và âm tắc quặt lưỡi xuất hiện trong cùng một dãy đồng âm, chúng có thể được tầm nguyên về cùng một dãy âm răng ở giai đoạn thượng cổ, theo đó thì các âm tắc quặt lưỡi được quy định bởi phụ âm giữa *-r- ở giai đoạn thượng cổ. Tương tự, các âm xuýt răng và xuýt quặt lưỡi của tiếng Hán trung cổ xuất hiện một cách gần như khả thế chỗ trong các dãy đồng âm và đều có thể được tầm nguyên về một dãy âm xuýt thượng cổ, theo đó thì các âm xuýt quặt lưỡi được quy định bởi  phụ âm giữa *-r- ở giai đoạn thượng cổ.
Tuy nhiên, có rất nhiều trường hợp mà các thanh mẫu trung cổ không thuộc cùng một dãy đồng âm. Karlgren và các tác giả về sau đề xuất thêm các phụ âm hoặc các cụm phụ âm đầu ở tiếng Hán thượng cổ để cố gắng giải thích các ngoại lệ. Chẳng hạn, các âm xuýt ngạc cứng tiếng Hán trung cổ xuất hiện ở hai dãy đồng âm khác nhau, cùng với các âm răng và âm ngạc mềm:
- 周 tsyuw (< *tj-) 'chu (kỳ); (nhà) Chu', 彫 tew (< *t-) 'điêu (khắc)' và 調 dew (< *d-) 'điều (chỉnh)'[29][30]
- 制 tsyejH (< *kj-) 'cắt ra' và 猘 kjejH (< *krj-) 'con chó dại'[31][32]

Các học giả cho rằng âm ngạc cứng là hậu duệ của các âm răng và ngạc mềm theo sau bởi phụ âm giữa *-j- ở tiếng Hán thượng cổ, trừ trường hợp có phụ âm giữa *-r-.

### Bằng chứng từ tiếng Mân
Các phương ngữ Mân hiện đại, nhất là ở khu vực tây bắc tỉnh Phúc Kiến, biểu hiện các khu biệt phái sinh không được phản ánh ở tiếng Hán trung cổ. Ví dụ, các phụ âm đầu sử dụng phương thức cấu âm răng dưới đây đã được xác định ở giai đoạn tiền-Mân:
|                               | Tắc vô thanh | Tắc vô thanh | Tắc vô thanh | Tắc hữu thanh | Tắc hữu thanh | Tắc hữu thanh | Mũi | Mũi | Bên | Bên |
| ----------------------------- | ------------ | ------------ | ------------ | ------------- | ------------- | ------------- | --- | --- | --- | --- |
| Từ ví dụ                      | 單           | 轉           | 炭           | 直            | 長            | 頭            | 南  | 年  | 來  | 老  |
| Phụ âm đầu tiếng tiền-Mân     | *t           | *-t          | *th          | *d            | *-d           | *dh           | *n  | *nh | *l  | *lh |
| Phụ âm đầu tiếng Hán trung cổ | t            | t            | th           | d             | d             | d             | n   | n   | l   | l   |

Các vị trí cấu âm khác cũng thể hiện các khu biệt tương tự khi được thực hiện cùng với phương thức tắc và mũi. Sự phối thanh ở giai đoạn tiền-Mân được ngoại suy từ lịch sử phát triển của các thanh điệu Mân, nhưng phẩm chất ngữ âm của các phụ âm đầu vẫn chưa thực sự được xác định một cách chắc chắn. Các âm tố *-t, *-d, v.v. còn được gọi là các "âm tắc bị mềm hóa", bởi lẽ các dạng phái sinh của chúng ở phương ngữ Giản Dương và các biến thể Mân ngữ ở tây bắc Phúc Kiến được phát âm bằng phương thức xát hoặc tiếp cận (chẳng hạn, [v l h] < *-p *-t *-k ở Giản Dương) hoặc rụng đi hẳn, trong khi các biến thể không bị mềm hóa thì trở thành âm tắc. Bằng chứng trong vốn từ mượn thuở sớm của tiếng Dao (hệ Hmông-Miền) gợi ý rằng các âm tắc bị mềm hóa đã từng trải qua quá trình tiền mũi hóa.
Các khu biệt này được suy đoán là bắt nguồn từ giai đoạn Hán thượng cổ, nhưng hoàn toàn không hiện diện ở các bản phục nguyên phụ âm đầu được chấp nhận rộng rãi như đã đề cập ở bên trên. Ví dụ, tuy rằng tiếng Hán thượng cổ được cho là sở hữu âm mũi vô thanh lẫn hữu thanh, song chỉ các âm mũi hữu thanh mới sinh ra các âm mũi của tiếng Hán trung cổ, tương phùng với cả hai dạng âm mũi của tiền-Mân. Hiện giới ngôn ngữ học vẫn chưa thể đi đến kết luận gì về tiền thân của những sự khu biệt thượng cổ này.

## Phụ âm giữa
Khía cạnh bị tranh cãi nhiều nhất của các vận đồ thời nhà Tống là sự phân chia các vận mẫu trong Thiết vận thành bốn đẳng (等 děng). Hầu hết học giả tin rằng đẳng I và IV tương ứng với các nguyên âm hàng sau và hàng trước. Đẳng II được cho là liên quan đến phương thức quặt lưỡi và có thể được tầm nguyên về phụ âm giữa *-r- của tiếng Hán thượng cổ, trong khi đẳng III thường được coi là dấu vết phản ánh sự tồn tại của phụ âm giữa -j-. Kể từ Karlgren, nhiều học giả đã phóng chiếu những âm giữa này (ngoại trừ -w-) về giai đoạn thượng cổ. Bảng sau đây minh họa giả thuyết của Baxter về các phụ âm đầu và giữa của tiếng Hán thượng cổ đã góp phần tạo ra sự giáp âm như đã thấy của phụ âm đầu và đẳng vần của tiếng Hán trung cổ.
| Thanh mẫu tiếng Hán trung cổ | Đẳng vận mẫu tiếng Hán trung cổ | Đẳng vận mẫu tiếng Hán trung cổ | Đẳng vận mẫu tiếng Hán trung cổ | Đẳng vận mẫu tiếng Hán trung cổ | Đẳng vận mẫu tiếng Hán trung cổ |
| Thanh mẫu tiếng Hán trung cổ | I                               | II                              | III                             | III                             | IV                              |
| Thanh mẫu tiếng Hán trung cổ | I                               | II                              | 3                               | 4                               | IV                              |
| ---------------------------- | ------------------------------- | ------------------------------- | ------------------------------- | ------------------------------- | ------------------------------- |
| Môi                          | *P-                             | *Pr-                            | *Prj-                           | *Pj-                            | *P-                             |
| Răng                         | *T-                             |                                 |                                 |                                 | *T-                             |
| Tắc quặt lưỡi                |                                 | *Tr-                            | *Trj-                           | *Trj-                           |                                 |
| Xuýt răng                    | *TS-                            |                                 | *TSj-                           | *TSj-                           | *TS-                            |
| Xuýt quặt lưỡi               |                                 | *TSr-                           | *TSrj-                          | *TSrj-                          |                                 |
| Ngạc cứng                    |                                 |                                 | *Tj-, *Kj-                      | *Tj-, *Kj-                      |                                 |
| Ngạc mềm, thanh hầu          | *K-                             | *Kr-                            | *Krj-                           | *Kj-                            | *K-                             |
| Ngạc mềm, thanh hầu          | *Kʷ-                            | *Kʷr-                           | *Kʷrj-                          | *Kʷj-                           | *Kʷ-                            |

Ở đây, *P, *T, *TS, *K và *Kʷ là các lớp phụ âm của tiếng Hán thượng cổ. Cột III-3 và III-4 là các đặc điểm khu biệt trùng nữu (chóngniǔ) xuất hiện ở một số âm tiết có vận mẫu thuộc đẳng III, tức tương đương với dòng 3 hoặc 4 của các vận đồ thời nhà Tống. Hai dạng này không phân biệt ở tiếng Trung hiện đại; các dạng ngoại Hán thường lưu tồn yếu tố ngạc cứng của III-4 nhưng bỏ đi III-3.
Giả thuyết của Baxter khác biệt với của Lý Phương Quế ở vấn đề phục nguyên *-j- và *-rj- đứng sau các thanh mẫu môi và gốc lưỡi. Lý đề xuất *Krj- là nguồn gốc của thanh mẫu ngạc cứng xuất hiện ở các dãy đồng âm ngạc mềm hay thanh hầu, bên cạnh đó ông không tìm thấy bằng chứng nào ủng hộ sự tồn tại của *Prj- và cho rằng sự khu biệt trùng nữu là do nguyên âm gây ra. Dựa trên giả thuyết trước đó của Pulleyblank, Baxter lý giải hiện tượng trùng nữu bằng *-rj-, theo đó cho rằng các âm ngạc mềm và thanh hầu thường đã bị ngạc cứng hóa khi đứng trước tổ hợp *-j- (không phải *-rj-) + một nguyên âm hàng trước. Tuy nhiên, giả thuyết này chưa đưa ra được một lời giải thích xác đáng cho lượng lớn các âm tố khác bị ngạc cứng hóa.

### Âm tiết nhóm A và B
Một sự khu biệt cơ bản khác ở tiếng Hán trung cổ là giữa các âm tiết có vận mẫu thuộc đẳng III và các đẳng còn lại; Pulleyblank lần lượt gọi hai nhóm âm tiết này là B và A. Hầu hết học giả cho rằng âm tiết nhóm B được đặc trưng bởi âm giữa -j- ở tiếng Hán trung cổ. Mặc dù nhiều học giả cho rằng âm này là hậu duệ của  *-j- giai đoạn thượng cổ, cũng có luồng ý kiến trái chiều cho rằng âm giữa của tiếng Hán trung cổ là sự phát triển thứ cấp về sau chứ chưa bao giờ hiện diện ở giai đoạn thượng cổ. Một số lập luận lý giải sự khu biệt giữa hai nhóm được trình bày bên dưới:
- sự hiện diện hoặc thiếu vắng một tiền tố. Jakhontov cho rằng nhóm B phản ánh sự tồn tại của tiền tố *d-,[48][49] trong khi Ferlus cho rằng nhóm A phát sinh từ một tiền tố *Cə- không nhấn trọng âm (tức một tiểu âm tiết), yếu tố mà quy đinh độ căng âm tiết đối lập với độ lơi ở các âm tiết  nhóm B.[50]
- một sự khu biệt trường độ ở nguyên âm hạt nhân. Pulleyblank ban đầu đề xuất rằng các âm tiết thuộc nhóm B có nguyên âm kéo dài hơn.[51] Sau khi xem xét các đồng nguyên trong ngữ hệ Hán-Tạng, Starostin và Trịnh Trương độc lập với nhau nêu ra giả thuyết rằng, các nguyên âm dài tương đương với nhóm A trong khi nguyên âm ngắn tương đương với B.[52][53][54] Điều này sẽ giải thích cho việc tại sao một số nhà bình luận thời Đông Hán lại miêu tả các âm tiết nhóm A và B lần lượt là huǎnqì 緩氣 'hoãn khí/khí chậm' và jíqì 急氣 'cấp khí/khí nhanh'.[55]
- một sự khu biệt dựa trên trọng âm kiểu điệu tính, như được Pulleyblank về sau ủng hộ,[51] theo đó nhóm B được nhấn trọng âm ở mora đầu tiên, còn nhóm A được nhấn ở mora thứ hai.[56]

## Nguyên âm

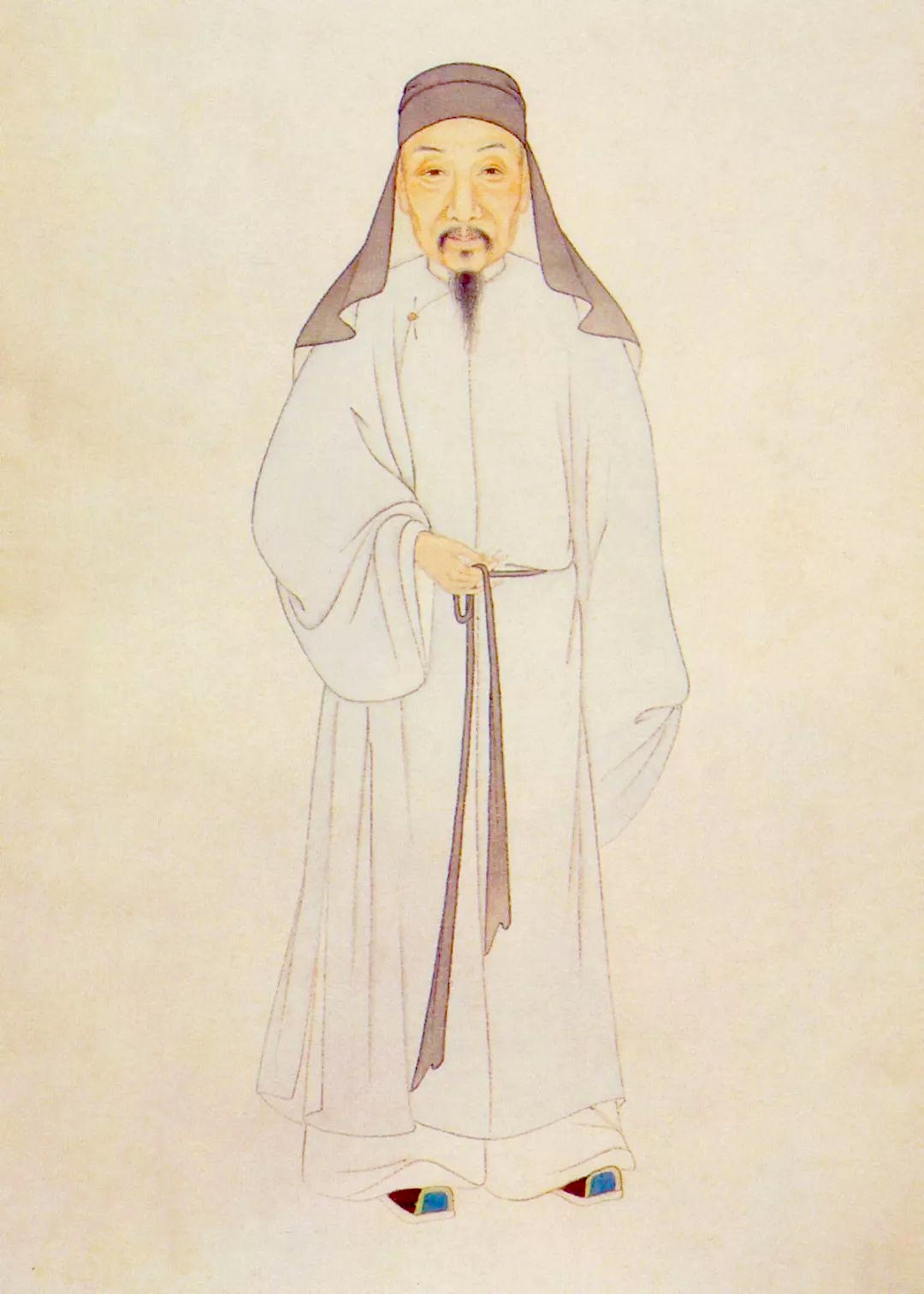
Cố Viêm Vũ, người tiên phong trong lĩnh vực nghiên cứu vận âm Kinh Thi

Một bản phục nguyên vận mẫu Hán ngữ thượng cổ phải có khả năng giải thích cách thức gieo vần trong Kinh Thi, một hợp tuyển các bài thơ giữa thế kỷ 11-7 TCN. Một số bài thơ trong đây vẫn vần nếu đọc theo một số phương ngữ hiện đại nhất định, nhưng không phải tất cả. Điều này là vì người hậu thế không có luật gieo vần chặt chẽ, và phải cho tới cuối thời nhà Minh, học giả Trần Đệ mới chú ý rằng, những bài thơ này từng vần một cách mạch lạc trong quá khứ nhưng hàng thế kỷ biến đổi ngữ âm đã che lấp điều đó. Công cuộc nghiên cứu vận âm Hán ngữ thượng cổ bắt đầu nở rộ vào thế kỷ thứ 17, khi Cố Viêm Vũ chia các vận âm trong Kinh Thi thành 10 nhóm vần hay vận bộ (yùnbù 韻部). Những bộ này sau đó được bổ khuyết bởi các học giả đời sau, thành quả là 31 bộ chuẩn vào những năm 1930. Đoàn Túc Tài khẳng định quy luật cốt yếu mà các nhà nghiên cứu vận âm buộc phải tuân thủ đó là các tự mẫu thuộc cùng một dãy đồng âm phải thuộc cùng một vận bộ, điều mà sẽ đảm bảo tất cả tự mẫu đều có bộ.
Giả thiết các âm tiết vần với nhau sở hữu cùng một nguyên âm hạt nhân, Lý Phương Quế đề xuất hệ thống 4 nguyên âm *i, *u, *ə và *a. Bên cạnh đó, ông đề xuất thêm 3 nguyên âm đôi *iə, *ia và *ua đề phù ứng với các âm tiết thuộc cùng một vận bộ với các vận mẫu có nguyên âm phục dựng *ə hay *a nhưng lại khu biệt ở giai đoạn tiếng Hán trung cổ. Cuối những năm 1980, Trịnh Trương Thượng Phương, Sergei Starostin và  William Baxter (kế tục bởi Nicholas Bodman) độc lập với nhau cho rằng những vận bộ truyền thống nên được tách ra hơn nữa, theo đó phân 31 bộ cũ thành hơn 50 bộ để tương hợp với hệ thống 6 nguyên âm được đề xuất bên trên. Baxter ủng hộ lý thuyết này bằng một phân tích thống kê vần Kinh Thi, song qua đó phát hiện ra rằng rất ít vần chứa phụ âm cuối *-p, *-m và *-kʷ để cho ra một kết quả đáng kể.
Bảng sau đây minh họa cho các giả thuyết bên trên, bao gồm danh sách 31 vận bộ truyền thống với các phái sinh ở giai đoạn trung cổ và những nguyên âm thượng cổ được giả định là đi kèm trong hệ thống của Lý và Baxter. Theo phân tích truyền thống, các vận bộ được xếp vào ba tập song song, dựa trên đẳng vận mẫu tương ứng ở tiếng Hán trung cổ. Để đơn giản hóa, chỉ các vận mẫu thuộc đẳng I và IV mới được liệt kê, bởi lẽ cách phát âm phức tạp của đẳng II và III được cho là hệ quả của các âm giữa *-r- và *-j- của tiếng Hán thượng cổ (xem mục trước).
| Các vận bộ trong Kinh Thi và các phái sinh ở tiếng Hán trung cổ thuộc đẳng I và IV | Các vận bộ trong Kinh Thi và các phái sinh ở tiếng Hán trung cổ thuộc đẳng I và IV | Các vận bộ trong Kinh Thi và các phái sinh ở tiếng Hán trung cổ thuộc đẳng I và IV | Các vận bộ trong Kinh Thi và các phái sinh ở tiếng Hán trung cổ thuộc đẳng I và IV | Các vận bộ trong Kinh Thi và các phái sinh ở tiếng Hán trung cổ thuộc đẳng I và IV | Các vận bộ trong Kinh Thi và các phái sinh ở tiếng Hán trung cổ thuộc đẳng I và IV | Các vận bộ trong Kinh Thi và các phái sinh ở tiếng Hán trung cổ thuộc đẳng I và IV | Các vận bộ trong Kinh Thi và các phái sinh ở tiếng Hán trung cổ thuộc đẳng I và IV | Nguyên âm tiếng Hán thượng cổ | Nguyên âm tiếng Hán thượng cổ |
| Vận âm nguyên âm tính tiếng Hán trung cổ 陰聲 yīnshēng                             | Vận âm nguyên âm tính tiếng Hán trung cổ 陰聲 yīnshēng                             | Vận âm nguyên âm tính tiếng Hán trung cổ 陰聲 yīnshēng                             | Vận âm nguyên âm tính tiếng Hán trung cổ 陰聲 yīnshēng                             | Vận âm tắc tiếng Hán trung cổ 入聲 rùshēng                                         | Vận âm tắc tiếng Hán trung cổ 入聲 rùshēng                                         | Vận âm mũi tiếng Hán trung cổ 陽聲 yángshēng                                       | Vận âm mũi tiếng Hán trung cổ 陽聲 yángshēng                                       | Lý                            | Baxter                        |
| ---------------------------------------------------------------------------------- | ---------------------------------------------------------------------------------- | ---------------------------------------------------------------------------------- | ---------------------------------------------------------------------------------- | ---------------------------------------------------------------------------------- | ---------------------------------------------------------------------------------- | ---------------------------------------------------------------------------------- | ---------------------------------------------------------------------------------- | ----------------------------- | ----------------------------- |
|                                                                                    |                                                                                    |                                                                                    |                                                                                    | 緝 qì                                                                              | -ep                                                                                | 侵 qīn                                                                             | -em                                                                                | *-iə-                         | *-i-                          |
| -op                                                                                | -om                                                                                | *-ə-                                                                               | *-ə-, *-u-                                                                         | 緝 qì                                                                              |                                                                                    | 侵 qīn                                                                             |                                                                                    |                               |                               |
| 葉 yè / 盍 hé                                                                      | -ep                                                                                | 談 tán                                                                             | -em                                                                                | *-ia-                                                                              | *-e-                                                                               |                                                                                    |                                                                                    |                               |                               |
| 葉 yè / 盍 hé                                                                      | -ap                                                                                | 談 tán                                                                             | -am                                                                                | *-a-                                                                               | *-a-, *-o-                                                                         |                                                                                    |                                                                                    |                               |                               |
| 脂 zhī                                                                             | -ej                                                                                | -ej                                                                                | -ej                                                                                | 質 zhì                                                                             | -et                                                                                | 真 zhēn                                                                            | -en                                                                                | *-i-                          | *-i-                          |
| 微 wēi                                                                             | -ej                                                                                | -ej                                                                                | -ej                                                                                | 物 wù / 術 shù                                                                     | -et                                                                                | 文 wén / 諄 zhūn                                                                   | -en                                                                                | *-iə-                         | *-ə-                          |
| 微 wēi                                                                             | -oj                                                                                | -oj                                                                                | -oj                                                                                | 物 wù / 術 shù                                                                     | -ot                                                                                | 文 wén / 諄 zhūn                                                                   | -on                                                                                | *-ə-                          | *-u-                          |
|                                                                                    |                                                                                    | 祭 jì                                                                              | -ej                                                                                | 月 yuè                                                                             | -et                                                                                | 元 yuán / 寒 hán                                                                   | -en                                                                                | *-ia-                         | *-e-                          |
| 歌 gē                                                                              | -a                                                                                 | 祭 jì                                                                              | -aj                                                                                | 月 yuè                                                                             | -at                                                                                | 元 yuán / 寒 hán                                                                   | -an                                                                                | *-a-                          | *-a-                          |
| 歌 gē                                                                              | -wa                                                                                | 祭 jì                                                                              | -waj                                                                               | 月 yuè                                                                             | -wat                                                                               | 元 yuán / 寒 hán                                                                   | -wan                                                                               | *-ua-                         | *-o-                          |
| 支 zhī / 佳 jiā                                                                    | -ej                                                                                | -ej                                                                                | -ej                                                                                | 錫 xī                                                                              | -ek                                                                                | 耕 gēng                                                                            | -eng                                                                               | *-i-                          | *-e-                          |
| 之 zhī                                                                             | -oj                                                                                | -oj                                                                                | -oj                                                                                | 職 zhí                                                                             | -ok                                                                                | 蒸 zhēng                                                                           | -ong                                                                               | *-ə-                          | *-ə-                          |
| 魚 yú                                                                              | -u                                                                                 | -u                                                                                 | -u                                                                                 | 鐸 duó                                                                             | -ak                                                                                | 陽 yáng                                                                            | -ang                                                                               | *-a-                          | *-a-                          |
| 侯 hóu                                                                             | -uw                                                                                | -uw                                                                                | -uw                                                                                | 屋 wū                                                                              | -uwk                                                                               | 東 dōng                                                                            | -uwng                                                                              | *-u-                          | *-o-                          |
| 幽 yōu                                                                             | -aw                                                                                | -aw                                                                                | -aw                                                                                | 覺 jué / 沃 wò                                                                     | -owk                                                                               | 冬 dōng / 中 zhōng                                                                 | -owng                                                                              | *-ə-ʷ                         | *-u-                          |
| 幽 yōu                                                                             | -ew                                                                                | -ew                                                                                | -ew                                                                                | 覺 jué / 沃 wò                                                                     | -ek                                                                                |                                                                                    |                                                                                    | *-iə-ʷ                        | *-i-ʷ                         |
| 宵 xiāo                                                                            | -aw                                                                                | -aw                                                                                | -aw                                                                                | 藥 yào                                                                             | -ak, -owk, -uwk                                                                    | *-a-ʷ                                                                              | *-a-ʷ                                                                              |                               |                               |
| 宵 xiāo                                                                            | -ew                                                                                | -ew                                                                                | -ew                                                                                | 藥 yào                                                                             | -ek                                                                                | *-ia-ʷ                                                                             | *-e-ʷ                                                                              |                               |                               |
| -ʷ: Vần tiếng Hán thượng cổ được phục dựng với vĩ âm môi – ngạc mềm                |                                                                                    |                                                                                    |                                                                                    |                                                                                    |                                                                                    |                                                                                    |                                                                                    |                               |                               |

## Thanh điệu và phụ âm cuối
Từng có rất nhiều tranh cãi xung quanh vấn đề mối quan hệ giữa phụ âm cuối và thanh điệu, và bên cạnh đó cũng là vấn đề về việc liệu tiếng Hán thượng cổ có thanh điệu hay không, theo như bình phẩm của học giả thời nhà Minh Trần Đệ.
Thẩm Ước là người đầu tiên mô tả tứ thanh tiếng Hán trung cổ vào khoảng năm 500 CN; theo đó thanh điệu được phân thành bốn dạng là 'bình' (平 píng), 'thượng' (上 shǎng), 'khứ' (去 qù), và 'nhập' (入 rù), theo đó thanh nhập thường xuất hiện ở các âm tiết có phụ âm cuối là âm tắc (-p, -t hoặc -k). Mặc dù vần trong Kinh Thi thường tuân thủ quy tắc thanh điệu, nhiều trường hợp có phát âm tuy khác thanh điệu so với quá khứ nhưng vẫn giáp vần với nhau, nhất là giữa những từ có thanh khứ và thanh nhập. Điều này khiến Đoàn Túc Tài suy luận rằng tiếng Hán thượng cổ không có thanh khứ. Vương Niệm Tôn (1744–1832) và Dương Hữu Cáo (mất 1851) cho rằng tiếng Hán thượng cổ cũng có thanh điệu giống như tiếng Hán trung cổ, nhưng một số từ về sau bị tráo đổi thanh điệu, quan điểm mà tới nay vẫn nhận được sự ủng hộ của một bộ phận các nhà ngôn ngữ học.
Karlgren cũng để ý rằng các Hán tự được đọc với thanh khứ và thanh nhập cũng sẽ chia sẻ cùng một tự mẫu ký âm, chẳng hạn:
- 賴 lajH 'cậy nhờ' và 剌 lat 'quái gở'[75]
- 欬 khojH 'ho khan' và 刻 khok 'cắt, khắc'[76]

Ông cho rằng những từ có thanh khứ trong các cặp này kết thúc với âm tắc hữu thanh (*-d hoặc *-ɡ) ở tiếng Hán thượng cổ.
Một quan điểm khác được đưa ra bởi A.G. Haudricourt trong bài báo của ông về sự hình thành thanh điệu tiếng Việt từ các phụ âm cuối. Những thanh điệu tiếng Việt tương đương với thanh thượng và khứ ở tiếng Hán trung cổ lần lượt được phái sinh từ một âm tắc thanh hầu cuối âm tiết và âm *-s, cái sau dần dà phát triển thành âm xát thanh hầu *-h.
Những phụ âm hậu vĩ âm thanh hầu này lần lượt quy định đồ thị cao độ của thanh thượng và thanh khứ hậu sinh, về sau trở nên khu biệt do các phụ âm hậu vĩ âm bị rụng đi. Haudricourt cũng gợi ý rằng thanh khứ của tiếng Hán trung cổ phản ánh một hậu tố phái sinh *-s ở giai đoạn thượng cổ. 
Pulleyblank nối tiếp gợi ý của Haudricourt để đưa ra kết luận rằng thanh thượng của tiếng Hán bắt nguồn từ âm tắc thanh hầu ở cuối âm tiết. Mai Tổ Lâm ủng hộ giả thuyết này dựa trên cơ sở các bản phiên âm tiếng Phạn sang tiếng Hán cổ, chỉ ra rằng những từ mà từng có âm thượng sẽ kết thúc với âm tắc thanh hầu ở một số phương ngữ tiếng Trung hiện đại, tiểu biểu là tiếng Ôn Châu và một số biến thể Mân. Thêm vào đó, hầu hết những từ có thanh nhập giáp vần với những từ có thanh thượng trong Kinh Thi kết thúc với âm -k.
Tổng hợp lại, các giả thuyết trên dẫn tới những tập vĩ âm (phụ âm cuối) tiếng Hán thượng cổ sau đây:
| Vĩ âm nguyên âm tính | Vĩ âm nguyên âm tính | Vĩ âm nguyên âm tính | Vĩ âm nguyên âm tính | Vĩ âm tắc | Vĩ âm mũi | Vĩ âm mũi | Vĩ âm mũi |
| 平                   | 上                   | 去                   | 去                   | 入        | 平        | 上        | 去        |
| -------------------- | -------------------- | -------------------- | -------------------- | --------- | --------- | --------- | --------- |
|                      |                      |                      |                      | *-p       | *-m       | *-mʔ      | *-ms      |
| *-j                  | *-jʔ                 | *-js                 | *-ts                 | *-t       | *-n       | *-nʔ      | *-ns      |
| *-∅                  | *-ʔ                  | *-s                  | *-ks                 | *-k       | *-ŋ       | *-ŋʔ      | *-ŋs      |
| *-w                  | *-wʔ                 | *-ws                 | *-kʷs                | *-kʷ      |           |           |           |